# José Babin
José Babin est une metteure en scène et comédienne québécoise. Elle est la fondatrice et la directrice artistique du Théâtre Incliné depuis 1991.

## Biographie
José Babin est diplômée de l'École supérieure de théâtre de l'Université du Québec à Montréal en 1990 et de l'École de Mime de Montréal en jeu masqué.

## Mises en scène
- 2000 : L'œil de Rosinna / Rosina's Eye, d'après Rosinna, une nouvelle de Larry Tremblay, mise en scène : José Babin, créé au Théâtre d'Aujourd'hui
- 2003 : Le heurtoir, production du Théâtre Incliné, texte et mise en scène  : José Babin, présenté à l'Espace Libre[1]
- 2004 : De qui suis-je les os? courte forme, production du Théâtre Incliné, mise en scène : José Babin et Alain Lavallée
- 2006 : L'Histoire d'un cœur, production du Théâtre Incliné, texte de Larry Tremblay, mise en scène : José Babin
- 2008 : Rafales, texte et mise en scène : José Babin, création du Théâtre Incliné et du Théâtre populaire d'Acadie, coproduction avec Marionnettissimo et L'Usine (France)
- 2009 : Train, texte et mise en scène : José Babin, coproduction du Théâtre Incliné et de Kio Company, présenté au Tactan Festival Osaka (Japon) et au Festival de Casteliers (Montréal, Canada)[2]
- 2011 : Territoires/Mémoires/Fictions, coproduction et EQL / Festival Marionnettissimo (France)
- 2013 : Le fil blanc, texte et mise en scène : José Babin[3]
- 2015 : La morsure de l'ange, texte de Daniel Danis, mise en scène : José Babin, coproduction avec le Festival Mondial des Théâtres de Marionnettes de Charleville-Mézières (France) et Casteliers (Montréal)[4]

## Interprétation

### Théâtre
- 1993 : Comme des rats, mise en scène : Graziella Mossa, présenté à la salle Fred-Barry du Théâtre Denise-Pelletier
- 2000 : L'œil de Rosinna / Rosina's Eye, d'après Rosinna, une nouvelle de Larry Tremblay, mise en scène : José Babin, créé au Théâtre d'Aujourd'hui
- 2004 : De qui suis-je les os? courte forme, production du Théâtre Incliné, mise en scène : José Babin et Alain Lavallée
- 2005 : Analogue, production du Théâtre Incliné, mise en scène : José Babin et Alain Lavallée
- 2008 : Musique d'eau et de ouaouarons, production Théâtre Incliné, mise en scène : Frédéric Lebrasseur et Kareya Audet
- 2008 : Rafales, texte et mise en scène : José Babin, création du Théâtre Incliné et du Théâtre populaire d’Acadie, coproduction avec Marionnettissimo et L'Usine (France)[5]
- 2009 : Train, texte et mise en scène : José Babin, coproduction du Théâtre Incliné et de Kio Company, présenté au Tactan Festival Osaka (Japon) et au Festival de Casteliers (Montréal, Canada)